# Episodi di Le scelte di Chuck (seconda stagione)
La seconda stagione di Le scelte di Chuck viene trasmessa sul canale statunitense YTV dal 1 novembre 2018.
| nº  | Titolo originale                                 | Titolo italiano | Prima TV Canada  | Prima TV Italia |
| --- | ------------------------------------------------ | --------------- | ---------------- | --------------- |
| 1a  | Best Day Ever                                    | ???             | 1 novembre 2018  | 2019            |
| 1b  | Lights, Camera, Pepper, Action                   | ???             | 1 novembre 2018  | 2019            |
| 1c  | Misha's Day Off                                  | ???             | 1 novembre 2018  | 2019            |
| 2a  | Hello My World                                   | ???             | 2 novembre 2018  | 2019            |
| 2b  | Pepper’s Kisses Chuck                            | ???             | 2 novembre 2018  | 2019            |
| 2c  | Chuck needs Love                                 | ???             | 2 novembre 2018  | 2019            |
| 3a  | Chuck-Bot                                        | ???             | 3 novembre 2018  | 2019            |
| 3b  | Chuck's Choice vs. Supernoobs                    | ???             | 3 novembre 2018  | 2019            |
| 3c  | Not Good                                         | ???             | 3 novembre 2018  | 2019            |
| 4a  | Two Headace                                      | ???             | 4 novembre 2018  | 2019            |
| 4b  | Chuck + Pepper = Love                            | ???             | 4 novembre 2018  | 2019            |
| 4c  | Chuck of the Bands                               | ???             | 4 novembre 2018  | 2019            |
| 5a  | Chuck is Awsome                                  | ???             | 5 novembre 2018  | 2019            |
| 5b  | Cool Hand Chuck                                  | ???             | 5 novembre 2018  | 2019            |
| 5c  | Bubble Pepper                                    | ???             | 5 novembre 2018  | 2019            |
| 6a  | How the Choice was Won                           | ???             | 6 novembre 2018  | 2019            |
| 6b  | PepperToons                                      | ???             | 6 novembre 2018  | 2019            |
| 6c  | Good Old Days                                    | ???             | 6 novembre 2018  | 2019            |
| 7a  | Foxzilla                                         | ???             | 7 novembre 2018  | 2019            |
| 7b  | Chuck and Misha Reclining                        | ???             | 7 novembre 2018  | 2019            |
| 7c  | Snow Ice                                         | ???             | 7 novembre 2018  | 2019            |
| 8a  | Star Power                                       | ???             | 8 novembre 2018  | 2019            |
| 8b  | Pool Party Chuck                                 | ???             | 8 novembre 2018  | 2019            |
| 8c  | Season Greetings                                 | ???             | 8 novembre 2018  | 2019            |
| 9a  | No Greetings                                     | ???             | 9 novembre 2018  | 2019            |
| 9b  | The Slumber Party                                | ???             | 9 novembre 2018  | 2019            |
| 9c  | Season Chuck                                     | ???             | 9 novembre 2018  | 2019            |
| 10a | World Without Chuck                              | ???             | 10 novembre 2018 | 2019            |
| 10b | Sumo Misha                                       | ???             | 10 novembre 2018 | 2019            |
| 10c | Chuckula                                         | ???             | 10 novembre 2018 | 2019            |
| 11a | Chuck Me Crazy                                   | ???             | 11 novembre 2018 | 2019            |
| 11b | Chuck, Misha, Pepper and UD in The Shopping Mall | ???             | 11 novembre 2018 | 2019            |
| 11c | The Fast and the Cho                             | ???             | 11 novembre 2018 | 2019            |
| 12a | Freaky Wednesday                                 | ???             | 12 novembre 2018 | 2019            |
| 12b | Fire Truck Engine Pepper                         | ???             | 12 novembre 2018 | 2019            |
| 12c | Sleepover Time                                   | ???             | 12 novembre 2018 | 2019            |
| 13a | Misha's Freak Day                                | ???             | 13 novembre 2018 | 2019            |
| 13b | Chuck's Camping Day                              | ???             | 13 novembre 2018 | 2019            |
| 13c | Deja Woes                                        | ???             | 13 novembre 2018 | 2019            |
| 14a | Guru Norm                                        | ???             | 14 novembre 2018 | 2019            |
| 14b | Happy Birthday, Misha                            | ???             | 14 novembre 2018 | 2019            |
| 14c | Best Two Out of Chuck                            | ???             | 14 novembre 2018 | 2019            |
| 15a | Home Sweet Home                                  | ???             | 15 novembre 2018 | 2019            |
| 15b | Just the Two of Pepper Us!                       | ???             | 15 novembre 2018 | 2019            |
| 15c | A UD in Deeds is an UD in Deed                   | ???             | 15 novembre 2018 | 2019            |
| 16a | Misha's Choice                                   | ???             | 16 novembre 2018 | 2019            |
| 16b | Pepper's Choice                                  | ???             | 16 novembre 2018 | 2019            |
| 16c | Two Norms to Three Norms                         | ???             | 16 novembre 2018 | 2019            |
| 17a | Pirates of the Never World                       | ???             | 17 novembre 2018 | 2019            |
| 17b | Atomic Pepper                                    | ???             | 17 novembre 2018 | 2019            |
| 17c | The Iris Show                                    | ???             | 17 novembre 2018 | 2019            |
| 18a | Talent Out!                                      | ???             | 18 novembre 2018 | 2019            |
| 18b | Misha's Mermaid                                  | ???             | 18 novembre 2018 | 2019            |
| 18c | Chuck Takes All                                  | ???             | 18 novembre 2018 | 2019            |
| 19a | Everything is Greatest                           | ???             | 19 novembre 2018 | 2019            |
| 19b | Merry Christmas Chuck, Misha, UD and Pepper      | ???             | 19 novembre 2018 | 2019            |
| 19c | The Quest is Misha                               | ???             | 19 novembre 2018 | 2019            |
| 20a | Chuck vs. Aliens                                 | ???             | 20 novembre 2018 | 2019            |
| 20b | Dark Dingo To the Rescue Pepper                  | ???             | 20 novembre 2018 | 2019            |
| 20c | Chuck of the Titans                              | ???             | 20 novembre 2018 | 2019            |